# پیش‌پرده (تئاتر)
پیش‌پَرده به نمایش کوتاهی گفته می‌شود که پیش از نمایش اصلی یا در میان آن برگزار می‌شود.
پیش‌پرده در قدیم در لابلای برنامه‌های تماشاخانه‌ها بین پرده‌های اصلی نمایش اجرا می‌شده‌است.
اصغر میرخدیوی در کتاب خاطرات خود می‌گوید:
پاریسی‌ها که در هنر تئاتر خیلی پیشرفته تر بودند به این نتیجه رسیدند که فاصله پرده‌ها هنگام عوض کردن دکور، گاهی به طول می‌انجامد و تماشاچی را در سالن خسته می‌کند. از آن پس قرار می‌شود، قطعه‌های نمایشی کوتاهی به صورت شعر انتقادی – اجتماعی همراه با موسیقی در جلوی سن اجرا شود تا دکور پرده بعد، آماده شود. این ابتکار کم‌کم دامن بیشتر کشورها از جمله ایران را هم گرفت. تا جایی که ارزش پیش پرده‌ها بر اصل پرده پیشی گرفت و تئاتر بدون پیش پرده موردتوجه قرار نمی‌گرفت.
پیش‌پرده‌خوانی از هنرهای نمایشی رایج در ایران پیش از انقلاب ۵۷ بود.
از پیش‌پرده‌نویسان ایرانی می‌توان پرویز خطیبی را نام برد.